# 大隅松山駅
大隅松山駅（おおすみまつやまえき）は、かつて鹿児島県曽於郡松山町新橋（現・志布志市松山町新橋）に存在した、日本国有鉄道（国鉄）志布志線の駅（廃駅）である。志布志線の廃止に伴い、1987年（昭和62年）3月28日に廃駅となった。旧・松山町の中心駅で、廃止時は1面1線の単式ホームと、側線1本を有する地上駅であった。

## 歴史
- 1924年（大正13年）3月25日：一般駅として開業[1]。
- 1961年（昭和36年）4月1日：貨物取扱廃止[1]。
- 1963年（昭和38年）4月1日：業務委託駅となる（日本観光社に委託）[3]。
- 1984年（昭和59年）2月1日：荷物扱い廃止[1]。
- 1985年（昭和60年）3月14日：業務委託解除、無人駅化[4]。
- 1987年（昭和62年）3月28日：志布志線の全線廃止に伴い、廃駅となる[1]。

## 駅周辺

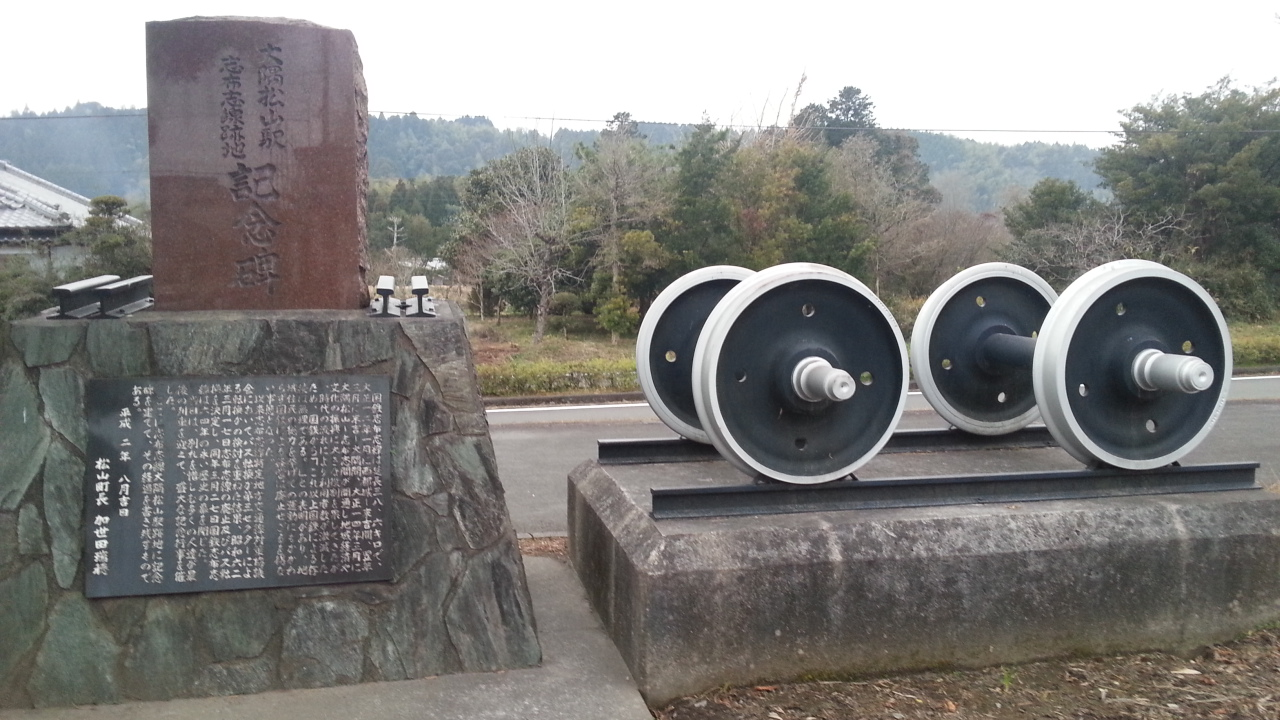
大隅松山駅跡記念碑

駅跡地は公園となり、ホーム・記念碑・動輪・駅名標が残されている。

## 隣の駅
日本国有鉄道
志布志線
岩川駅 - 大隅松山駅 - 伊崎田駅